# Drapeau de la république socialiste soviétique d'Ukraine

Drapeau de la république socialiste soviétique d'Ukraine (1949–1991)

Le drapeau de la république socialiste soviétique d'Ukraine est le drapeau officiel de la RSS d'Ukraine, l'une des 15 républiques formant l'Union soviétique. Il a été adopté en 1919. Des détails du drapeau officiel ont changé périodiquement avant la dissolution de l'Union soviétique en 1991, mais tous sont fondés sur le drapeau rouge de la révolution d'Octobre. 
Le premier drapeau (1919-1929) était rouge avec inscrit en lettres cyrilliques dorées У.С.С.Р. (USSR, pour Oukraïinskaïa Sotsialistitcheskaïa Sovietskaïa Respoublika, en russe). 
En 1937, un nouveau drapeau fut adopté, avec un marteau et une faucille d'or au-dessus des lettres en cyrillique doré У.Р.С.Р (URSR, pour Oukrayins'ka Radyans'ka Sotsialistychna Respublika en ukrainien). 
Dans les années 1940, la conception a été changée, avec des lettres de caractère sans obit et sans empattement placées dans le coin gauche et avec un plus grands marteau et plus grande faucille.
Le dernier drapeau a laissé tomber le lettrage, et a ajouté une bande bleue et une étoile au-dessus du marteau et de la faucille. Il a été adopté comme drapeau officiel de la république socialiste soviétique d'Ukraine le 21 novembre 1949. 

Drapeau de la république socialiste soviétique d'Ukraine (1919–1929)
Drapeau de la république socialiste soviétique d'Ukraine (1929–1937)
Drapeau de la république socialiste soviétique d'Ukraine (1937–1949)
Drapeau non officiel de la république socialiste soviétique d'Ukraine (1990-1991)